# Linzer Torte
Pour les articles homonymes, voir Linz (homonymie) et Tarte (homonymie).
Une Linzer Torte (« tarte de Linz », en allemand) est un gâteau-tarte traditionnel de la cuisine autrichienne, spécialité culinaire de Linz en Haute-Autriche, également répandue en Europe centrale et Europe germanique. Elle est généralement fourrée à la confiture de groseille (en Autriche et en Suisse) ou de framboise (en Allemagne et en Alsace), avec un tressage quadrillé sur le dessus. 

## Étymologie
Son nom renvoie à l'indication géographique de la ville de Linz, mais également à une appellation générique qui se réfère au nom de sa pâte brisée (Linzerteig « pâte de Linz »).

## Histoire
La recette de Linzer Torte est connue comme la recette de tarte la plus ancienne de Linz en Haute-Autriche, avec une recette du manuscrit codex 35/31 de 1653, conservé à l’abbaye d'Admont en Styrie. 

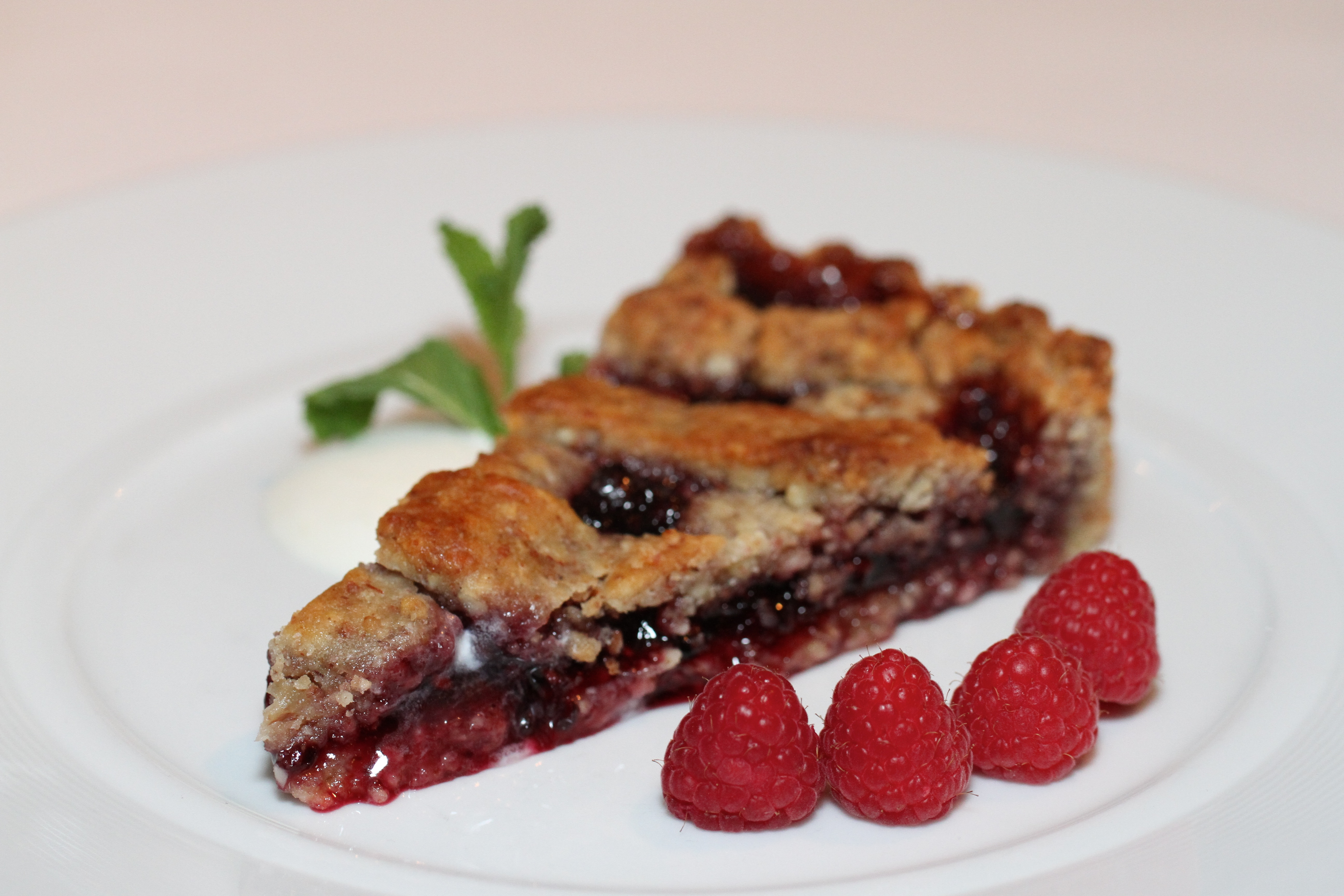
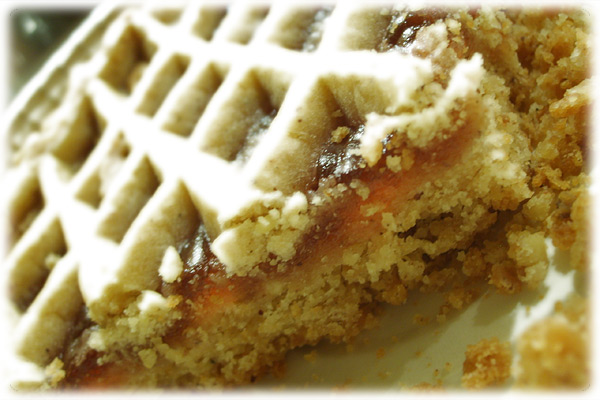

Ce codex reprendrait une série de 4 recettes du livre de cuisine de l'époque Le livre de diverses sortes de réalisations culinaires tout comme des sucreries, des épices, des coings et toutes variétés de fruits et aliments gouteux et utiles (Buech von allerley Eingemachten Sachen, also Zuggerwerck, Gewürtz, Khüt- ten und sonsten allerhandt Obst wie auch andere guett und nützlich Ding), rédigé par la comtesse Paradeiser Anna Margarita Sagramosa. Le pâtissier-confiseur autrichien Johann Konrad Vogel (de) (1796-1883) contribue à l'important succès et diffusion de cette pâtisserie à Linz au XIXe siècle.

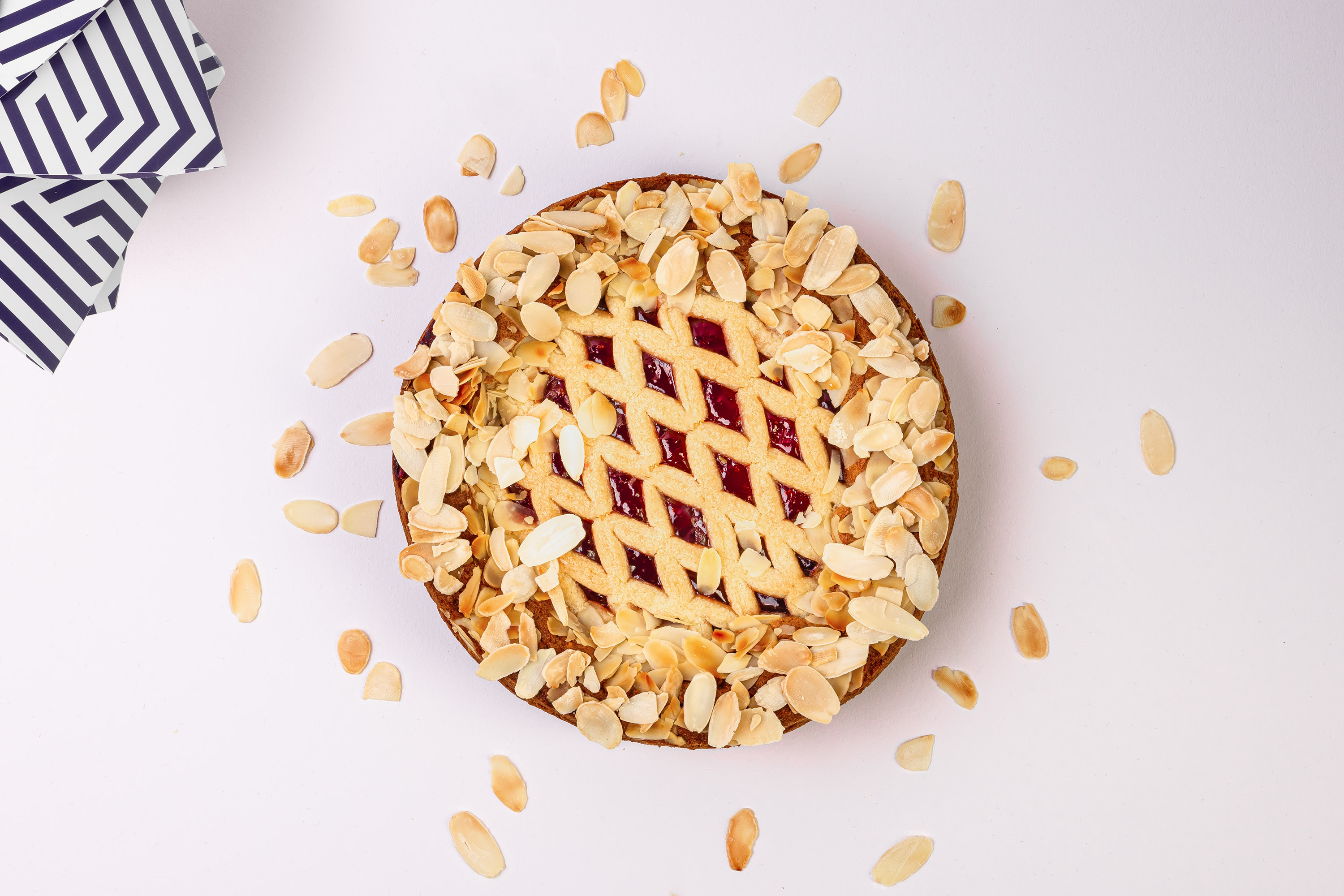
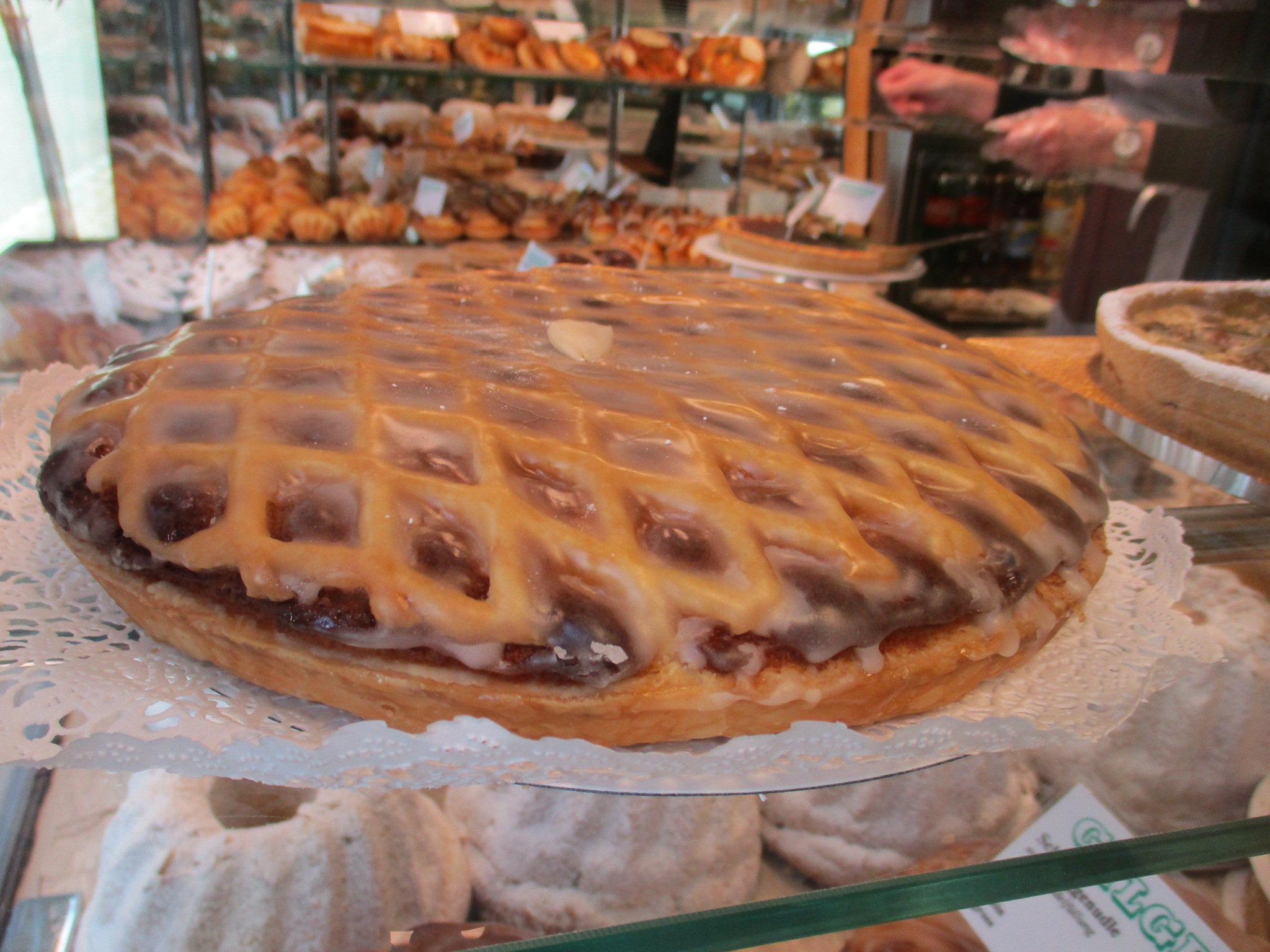
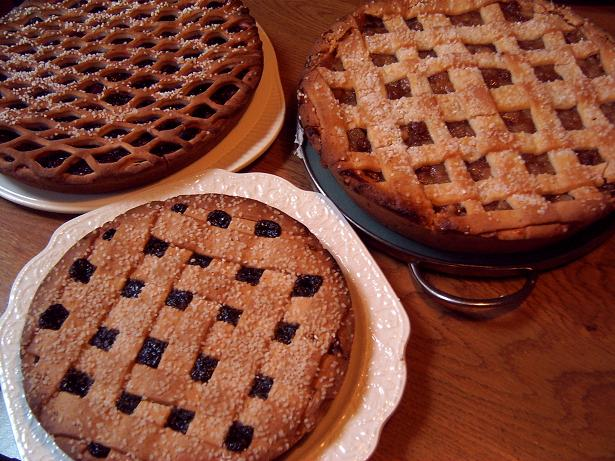
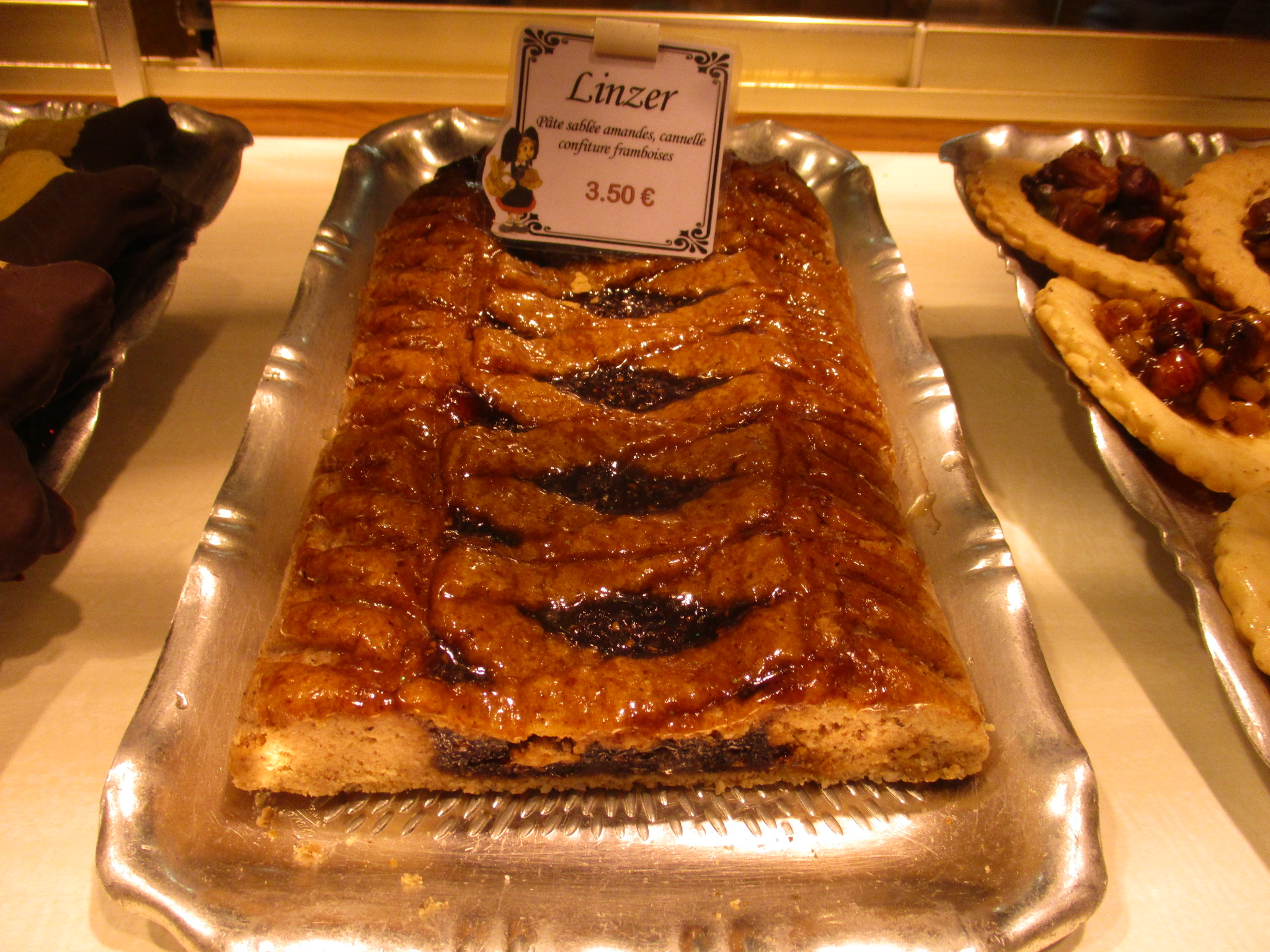

## Préparation
La « pâte de Linz » (Linzerteig, pâte brisée aux amandes ou aux noix) est réalisée avec du sucre, du beurre, des jaunes d'œuf, des amandes (ou des noisettes) et de la farine, ainsi que de la cannelle et également parfois du piment d'Espelette et des clous de girofle en poudre. Elle est généralement fourrée comme un streusel ou un strudel, avec de la confiture de groseille (Autriche et Suisse) ou de framboise (Allemagne ou Alsace) ou encore parfois d'abricot. La gelée n'est traditionnellement pas utilisée. La pâte à tarte est étalée, tartinée de confiture, recouverte d'un tressage quadrillé de pâte (un tiers), puis badigeonnée avec un œuf battu pour la dorure, et garnie d’amandes effilées sur les bords. Enfin, le gâteau est cuit et doré au four pendant environ 50 min à 150°C,.

## Biscuit sablé Linzer
Cette recette peut être déclinée en biscuit sablé « Linzer Eye » ou « Linzer Biscuit » ou « Linzer Cookie » ou encore biscuit de Noël, réalisés avec la même pâte brisée Linzerteig, formés à l'emporte-pièce, garnis de confiture, cuits au four, et saupoudrés de sucre glace,,.     

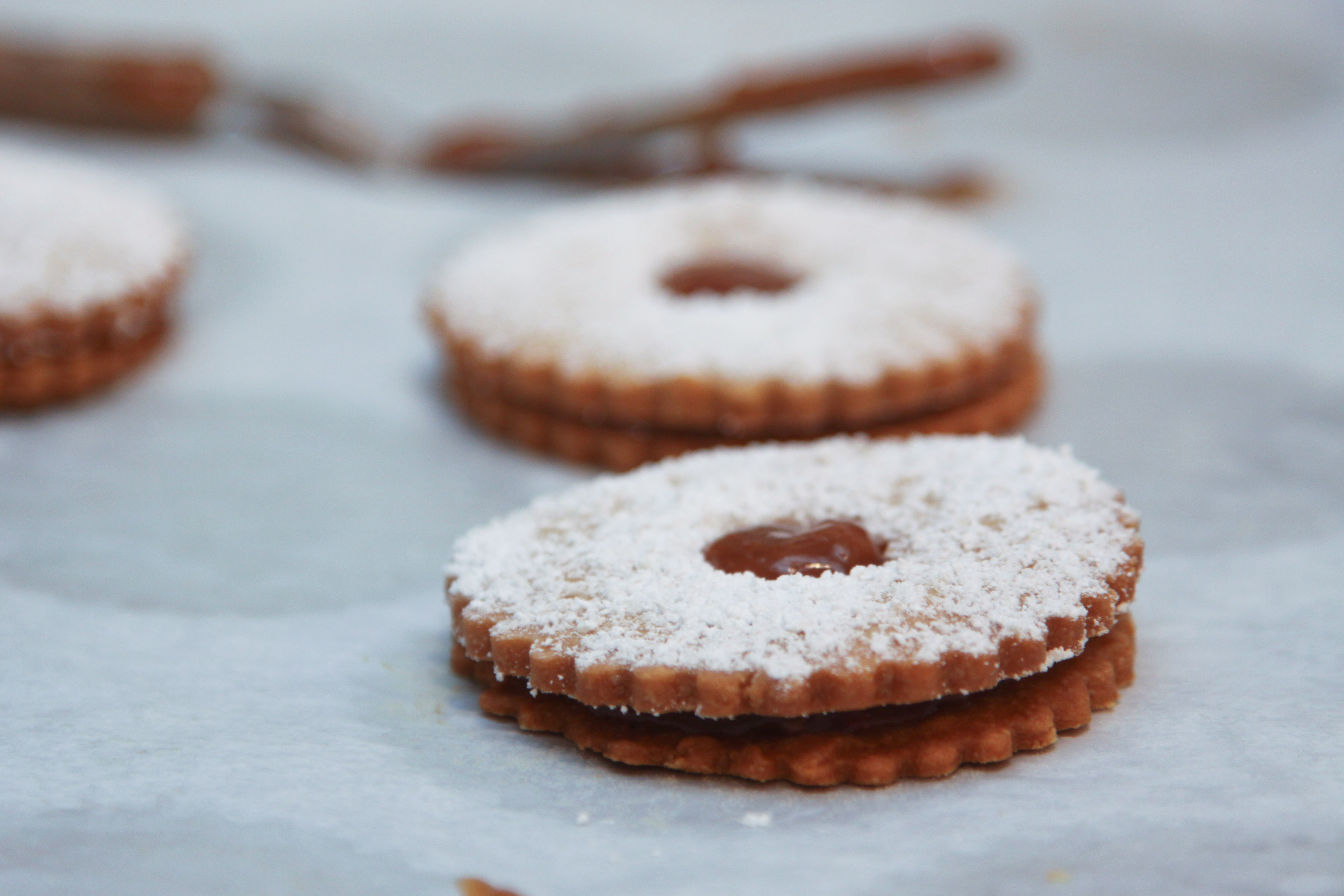
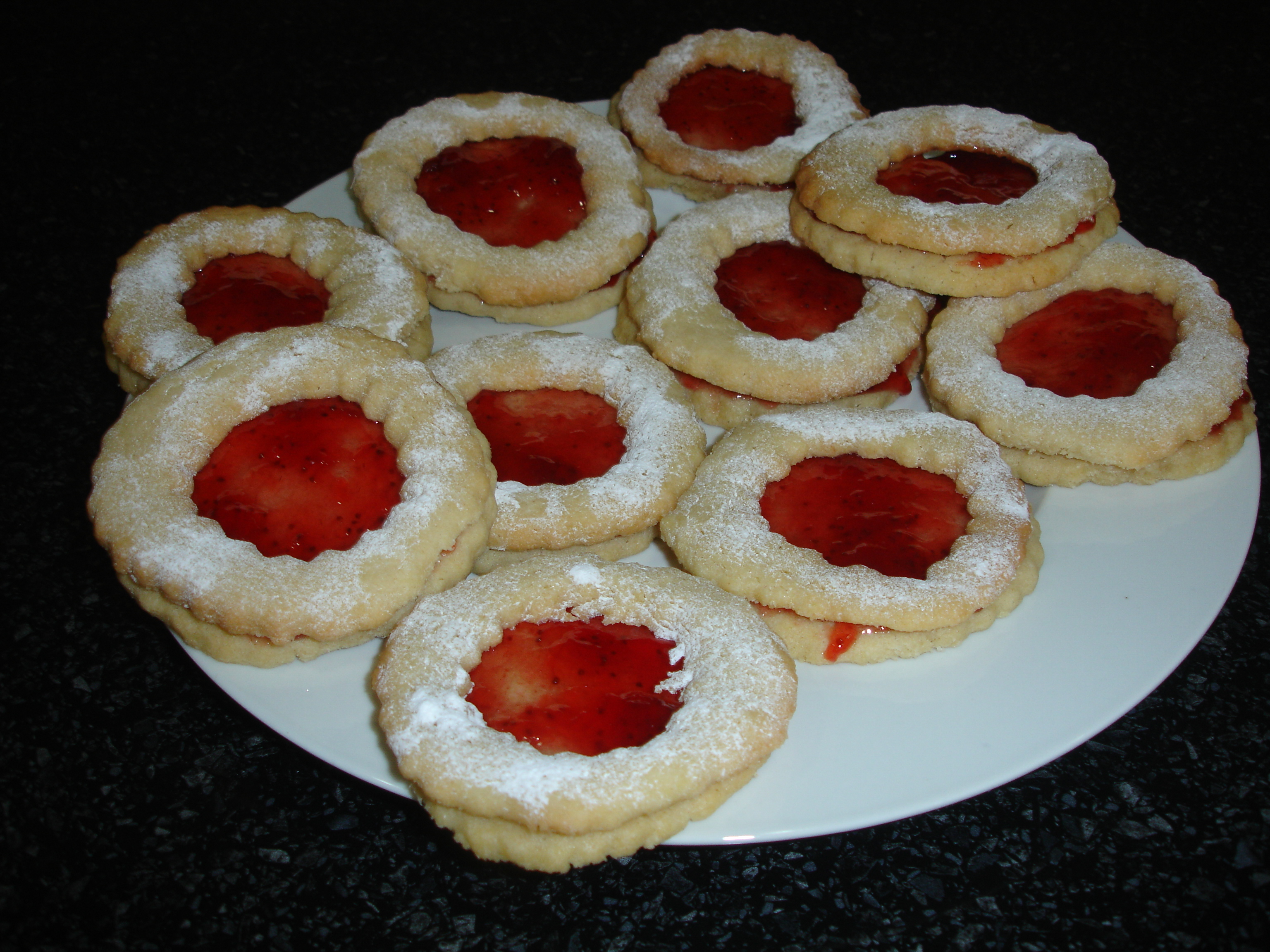
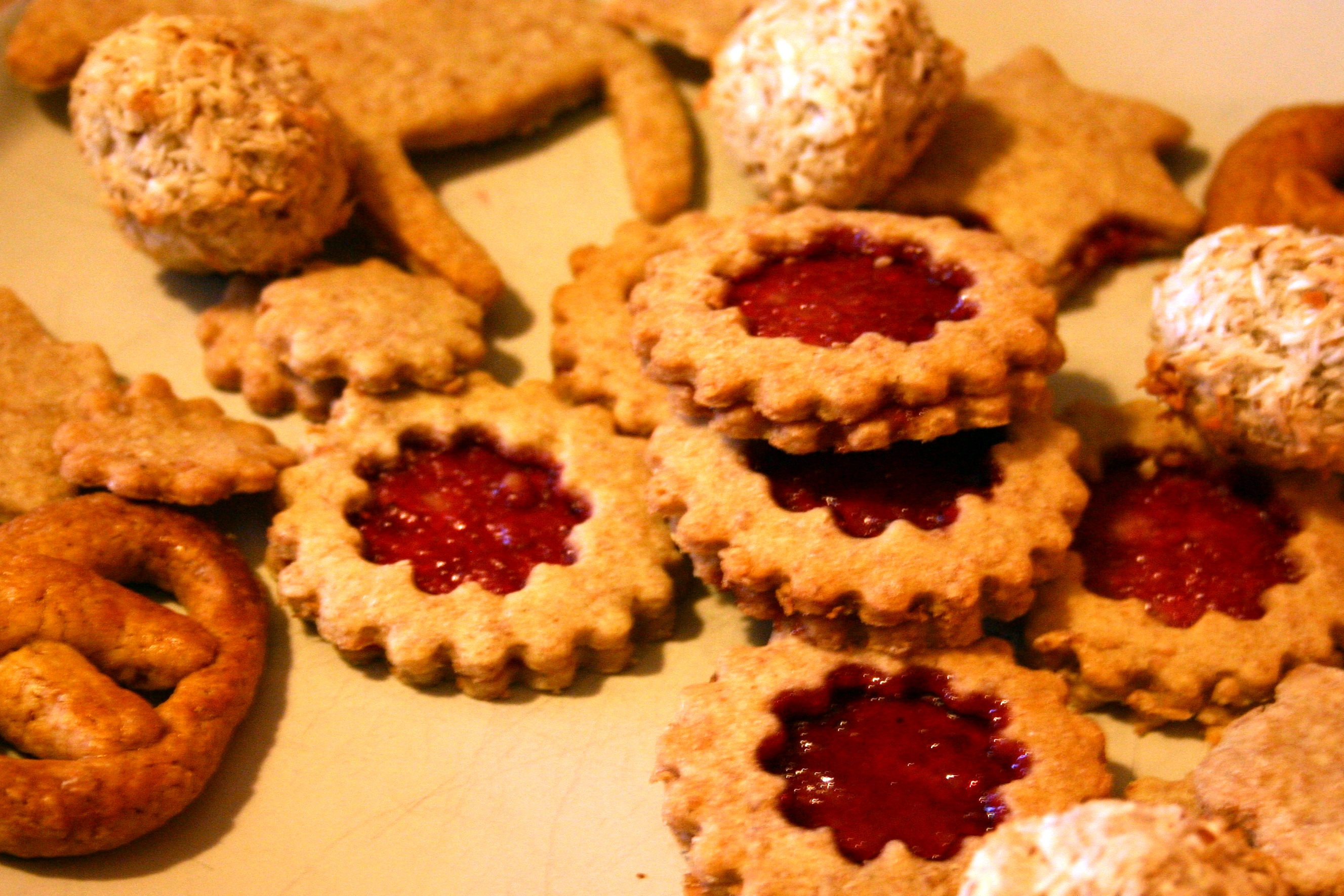
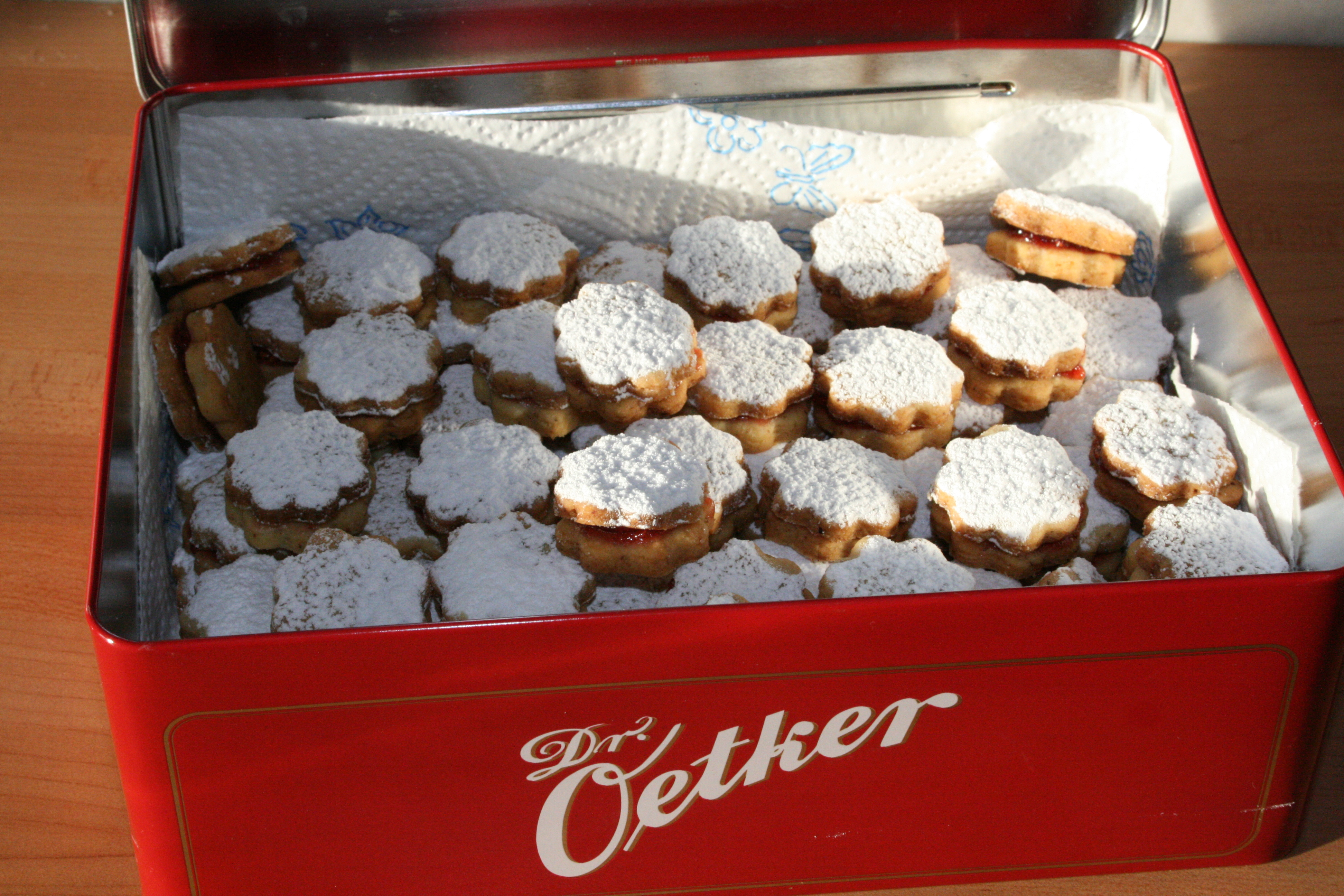

## Culture
En 1944 a lieu la première de l’opérette Linzer Torte du compositeur allemand Ludwig Schmidseder, au  théâtre national de Linz (de).
Le musée du château de Linz consacre une exposition permanente sur la Linzer Torte, avec une collection de livres de cuisine qui compte plus de 83 recettes de Linzer Torte datant d’avant 1858.
La Linzer Torte fait partie du registre des aliments traditionnels (« Register der Traditionellen Lebensmittel ») du ministère fédéral autrichien de l'Agriculture et de l'Environnement. Les aliments de ce registre étant considérés comme l’héritage culinaire de l’Autriche, enregistrés auprès de l’OMPI (cuisine autrichienne).